# Clinton (North Carolina)
Clinton is een plaats (city) in de Amerikaanse staat North Carolina, en valt bestuurlijk gezien onder Sampson County.

## Demografie
Bij de volkstelling in 2000 werd het aantal inwoners vastgesteld op 8600. In 2006 is het aantal inwoners door het United States Census Bureau geschat op 8797, een stijging van 197 (2,3%).

## Geografie
Volgens het United States Census Bureau beslaat de plaats een oppervlakte van 18,4 km², waarvan 18,3 km² land en 0,1 km² water.

## Plaatsen in de nabije omgeving
De onderstaande figuur toont nabijgelegen plaatsen in een straal van 20 km rond Clinton.